# Liederfest (Lettland)
Das Lettische Liederfest (lettisch Vispārējie latviešu Dziesmu un Deju svētki – Allgemeines lettisches Lieder- und Tanzfest; alternativ: Allgemeines lettisches Gesangs- und Tanzfest oder Allgemeines lettisches Sänger- und Tanzfest) ist ein in der Regel alle fünf Jahre wiederkehrendes kulturelles Großereignis in Lettland und Teil der lettischen Identität. Es fügt sich in die Tradition der Liederfeste der baltischen Länder Estland, Lettland und Litauen. Auf diesen Massengesangsveranstaltungen werden die Geschichten und Mythen, aber auch das Nationalbewusstsein in Liedern zum Ausdruck gebracht.
Das letzte (27.) Liederfest wurde vom 30. Juni bis zum 9. Juli 2023 gefeiert. Das nächste (28.) Liederfest wird 2028 stattfinden.

## Entstehung
Die Völker des Baltikums wurden jahrhundertelang politisch und kulturell von ausländischen Mächten dominiert. Im Zuge des erwachenden nationalen Bewusstseins im 19. Jahrhundert erfolgte eine Rückbesinnung auf die eigene Kultur und Sprache; die überlieferten Sagen, Märchen und Lieder spielten dabei eine wichtige Rolle. Im Jahre 1869 fand in Dorpat (estnisch Tartu) das erste estnische Liederfest im Baltikum statt.

## Geschichte

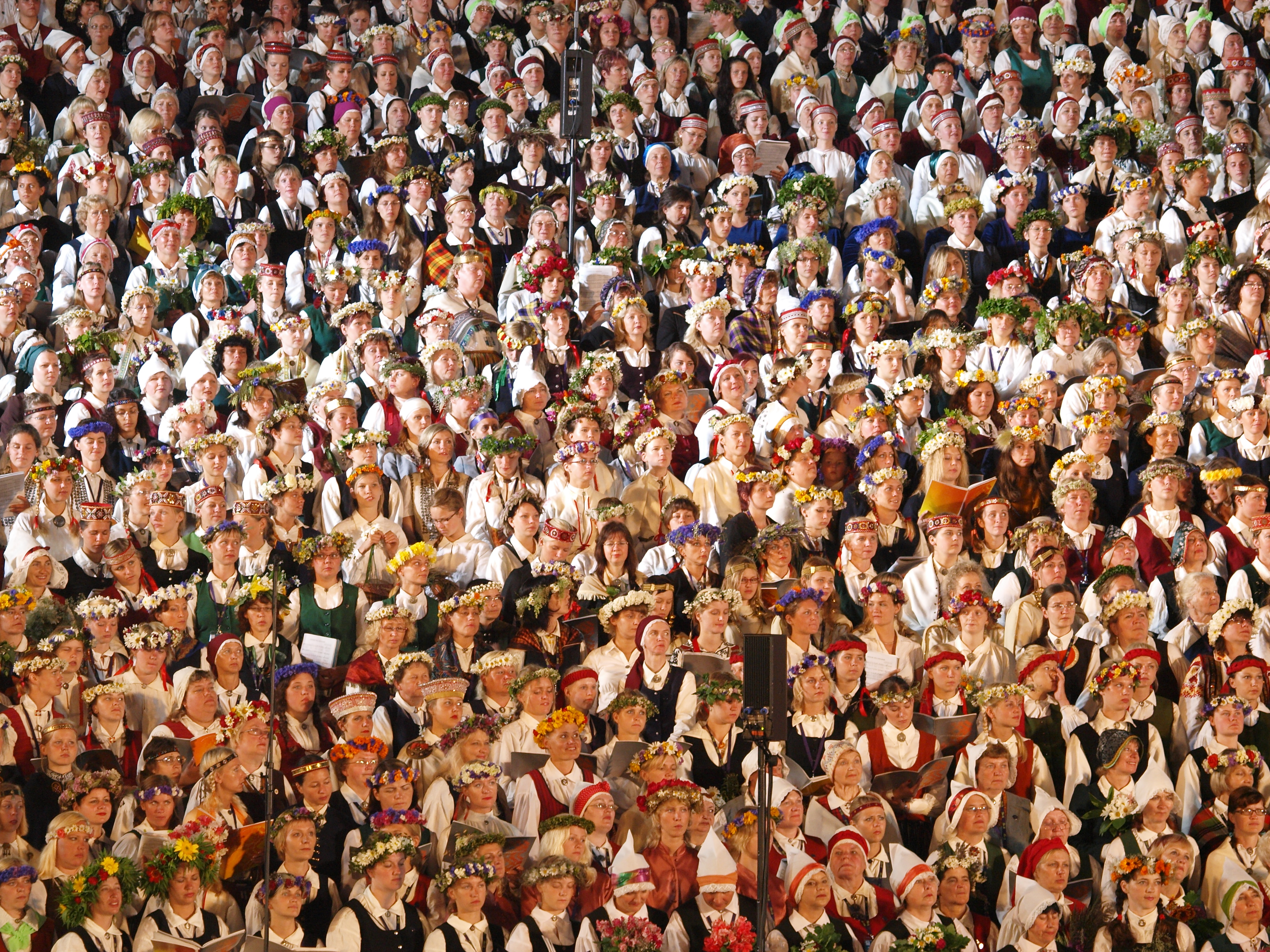
Auf dem Liederfest 2008

1836 wurde die erste bedeutende Gesangsveranstaltung („Mūzikas jeb Daugavas svētkus“)  auf Anregung von Friedrich Vilhelm Timm (1779–1848), Bürgermeisters von Riga, organisiert.
Die Initiative für ein Liederfest, zu dem alle Letten in Livland und in Kurland eingeladen waren, ergriff die Rigaer Lettische Gesellschaft (Rīgas Latviešu biedrība) 1870. Doch den ersten Antrag, ein solches Fest im Folgejahr zu genehmigen, lehnte der Gouverneur des Gouvernements Livland ab. Ein erneuter Antrag hatte dann Erfolg. Vom 8. bis zum 11. Juli (julianisch: 26. bis 29. Juni) 1873 wurde in Lettland zum ersten Mal das große nationale Liederfest veranstaltet. Es nahmen 47 Chöre daran teil, davon 34 aus Livland und 13 aus Kurland. Die meisten von ihnen waren von Lehrern gegründet worden, die durchweg auch die Chorleiter waren. Oberdirigenten waren Jānis Bētiņš (1830–1912) und Indriķis Zīle (1841–1919). Am zweiten Tag des Festes zogen die Sänger  in einem feierlichen Umzug vom Vereinshaus der Rigaer Lettischen Gesellschaft (Merķeļa iela 13) zum Dom. Seither gehört der Festumzug dazu. Der Erfolge des ersten Liederfestes veranlasste die Rigaer Lettische Gesellschaft, 1880 das zweite durchzuführen, an dem bereits 70 Chöre teilnahmen, nun auch aus Lettgallen.
Die lettischen Liederfeste fanden sowohl im Russischen Reich (bis 1917) als auch im unabhängigen Lettland (1918–1940 sowie seit 1991) und in der sowjetischen Okkupationszeit (1945–1991) statt; Unterbrechungen gab es nur während der beiden Weltkriege. Seit 1948 nehmen auch Tanzgruppen an der Veranstaltung teil.
Zum 23. Liederfest 2003 kamen aus ganz Lettland sowie aus dem Ausland 319 Chöre, 538 Tanz- und Folkloregruppen, 57 Blasmusikkapellen, mehrere Gruppen von Koklespielern, drei Symphonieorchester und ein Kammerorchester zusammen; ähnliche Dimensionen hatte das XXIV. Liederfest 2008. Das 25. „silberne“ Liederfest vom 30. Juni bis zum 7. Juli 2013 feierten etwa 40.000 Sänger und Tänzer.
Neben dem allgemeinen Liederfest fanden auch lettgallische Liederfeste statt. Außerdem wird seit 1960 ein Tanz- und Liederfest der Jugend (lettisch: Latvijas Skolu jaunatnes dziesmu un deju svētki) veranstaltet.

## Verlauf

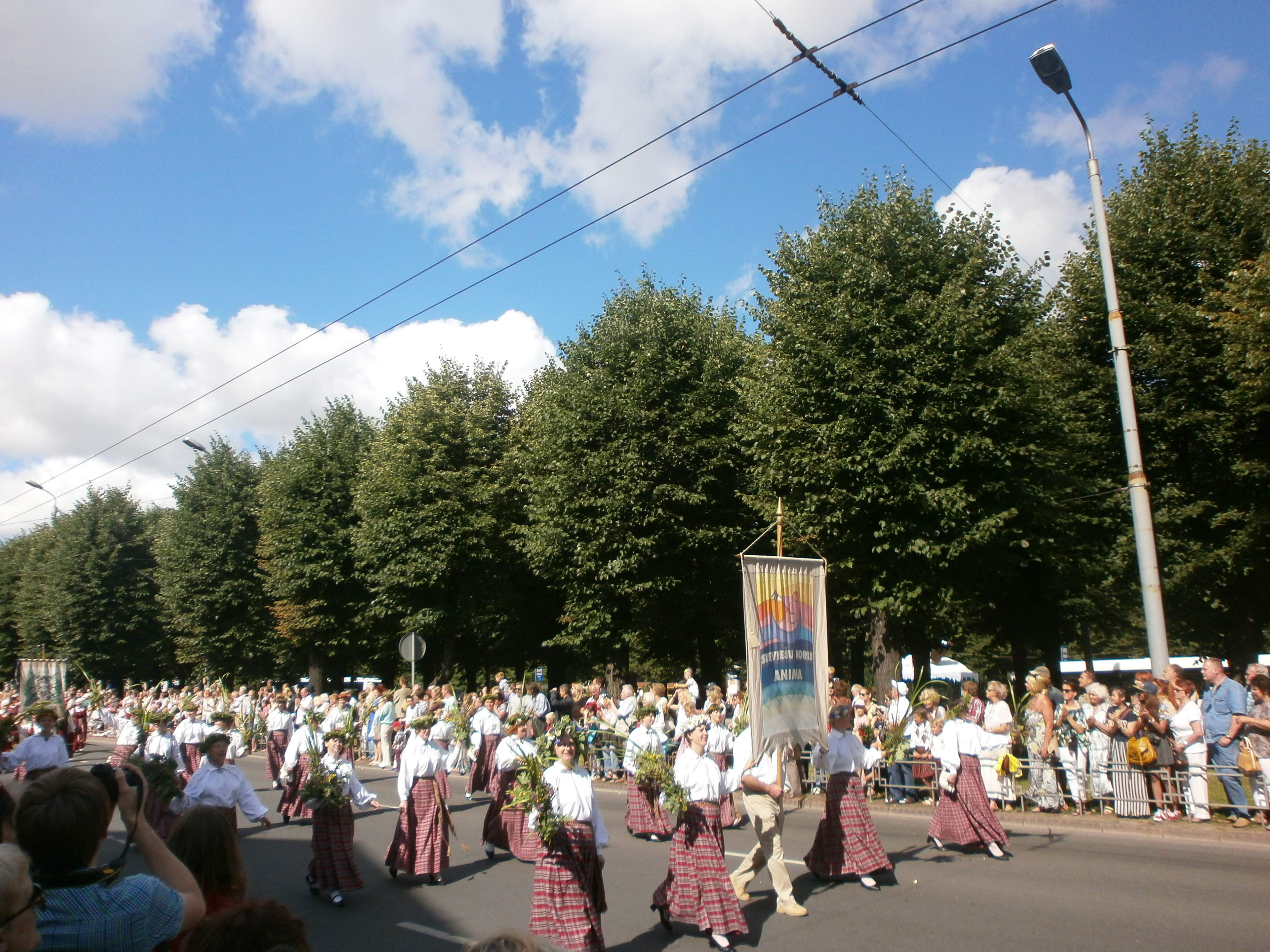
Abschlussumzug des Liederfests 2013

Bereits Jahre vor der Hauptveranstaltung wird das Repertoire vorbereitet und geprüft. Durch viele Wettbewerbe müssen sich die Chöre für das Liederfest qualifizieren; Hauptziel ist es, an der Abschlussveranstaltung auf der Freilichtbühne im Rigaer Bezirk Mežaparks mit rund 30.000 Chorsängern teilzunehmen.
Der Schwerpunkt der Veranstaltungen liegt bei den Chören und Tanzgruppen, es nehmen aber auch Kapellen für Blasmusik, Folkloregruppen, Volksmusiker, Bildende Künstler, Amateur-Theater usw. teil.
Ein Höhepunkt ist der Festumzug mit allen Teilnehmern, der meist am letzten Tag stattfindet. Beim 27. Liederfest 2023 zum 150-jährigen Jubiläum feierten mehr als 45.000 Teilnehmer den Festumzug bereits am zweiten Tag. Rund 1700 Chöre, Tanzensembles, Orchester und Volkskunstgruppen beteiligten sich, wie üblich in der Reihenfolge der Landesteile: Livland, Kurland, Semgallen und Lettgallen, danach folgten die Chöre der im Ausland lebenden Letten, den Abschluss machte die Stadt Riga. Die ersten machten sich um 10 Uhr auf die dreiviertelstündige Strecke vom Ende der Kalkstraße bei der Laima-Uhr, vorbei am Freiheitsdenkmal und entlang des Freiheitsboulevards (lettisch: Brīvības bulvaris) bis zum Daile-Theater; die letzten der ununterbrochenen Abfolge der Sänger und Tänzer zogen 9¼ Stunden später los. Es war der größte Festumzug in der Geschichte des Liederfestes.

## Nationalhymne der Republik Lettland
Dievs, svētī Latviju (deutsch: Gott, segne Lettland) wurde um 1870 von Kārlis Baumanis als Hymne der Letten geschrieben und komponiert. Das Lied wurde erstmals während des ersten Liederfests im Juni 1873 in Riga gesungen. Der von Baumanis verwendete Begriff „Latvija“ (Lettland) kam in der Mitte des 19. Jahrhunderts auf und diente zur Bezeichnung aller von Letten bewohnten Gebiete. Seitens der russischen Herrscher wurde das Wort „Latvija“ als Forderung nach nationaler Eigenständigkeit gedeutet und verboten; es musste durch den allgemeineren Begriff „Baltija“ (Baltikum) ersetzt werden. Am 18. November 1918 (Proklamation der Republik Lettland) wurde Dievs, svētī Latviju zur lettischen Nationalhymne erklärt.

## Kulturerbe
- Seit dem 1. Juli 2005 ist der Schutz, die Weiterentwicklung und die Weitergabe der Liederfesttradition an künftige Generationen in einem eigenen Gesetz (Dziesmu un deju svētku likums) festgeschrieben.
- 2003 wurden die baltischen Liederfeste von der UNESCO als Meisterwerk des mündlichen und immateriellen Erbes der Menschheit anerkannt und 2008 in die Repräsentative Liste des immateriellen Kulturerbes der Menschheit aufgenommen.[11]